# Fuente de luna
Fuente de luna – trzeci album studyjny hiszpańskiej piosenkarki Pastory Soler, wydany w 1999 przez wytwórnię Emi-Odeón.
Płyta składa się z dziewięciu kompozycji, które łączą w sobie elementy popu, flamenco i muzyki arabskiej. Nad produkcją wydawnictwa czuwał Manuel Ruiz „Queco”.
Album sprzedał się w nakładzie ponad 120 tysięcy egzemplarzy w Hiszapnii oraz otrzymał certyfikat platynowej płyty.

## Lista utworów
| Nr | Tytuł                 | Autorzy                          | Producent           | Czas  |
| -- | --------------------- | -------------------------------- | ------------------- | ----- |
| 1. | „No hay manera”       | Manuel Ruiz „Queco”              | Manuel Ruiz „Queco” | 4:35  |
| 2. | „La brisa”            | Manuel Ruiz „Queco”              | Manuel Ruiz „Queco” | 4:50  |
| 3. | „Dámelo ya”           | Manuel Ruiz „Queco”              | Manuel Ruiz „Queco” | 3:51  |
| 4. | „Sólo por amarte”     | Manuel Ruiz „Queco”              | Manuel Ruiz „Queco” | 4:02  |
| 5. | „Te quiero”           | Manuel Ruiz „Queco”              | Manuel Ruiz „Queco” | 3:59  |
| 6. | „Diki diki”           | Manuel Ruiz „Queco”              | Manuel Ruiz „Queco” | 4:05  |
| 7. | „Aire”                | Manuel Ruiz „Queco”              | Manuel Ruiz „Queco” | 4:41  |
| 8. | „Cita con la soledad” | Antonio Fernández, Carlos Molina | Manuel Ruiz „Queco” | 4:12  |
| 9. | „Si tú supieras”      | Antonio Fernández                | Manuel Ruiz „Queco” | 4:22  |
|    |                       |                                  | Całkowita długość:  | 38:37 |

## Certyfikat
| Kraj                   | Certyfikat      |
| ---------------------- | --------------- |
| Hiszpania (PROMUSICAE) | platynowa płyta |